# Nora Hansel
Nora Hansel (* 30. August 1985 in Löbau) ist eine deutsche Triathletin.
2018 beendete sie ihre Leistungssportkarriere. Sie wurde Weltmeisterin (2014) und dreimalige Europameisterin (2014, 2015, 2016) im Paratriathlon. Hansel trat wegen ihrer Ataxie und Hemiparese bei nationalen und internationalen Wettkämpfen in der Klasse PTS3 (mittelschwere Behinderung) an.
Eine Teilnahme an den Paralympischen Spielen in Rio de Janeiro (2016) blieb ihr verwehrt, da nicht alle Startklassen der paralympischen Sportarten zugelassen wurden.

## Werdegang
Im Alter von zehn Jahren begann Hansel mit dem Langlauf und wechselte drei Jahre später zum Biathlon.
Ende der 1990er Jahre gehörte sie zu den erfolgreichsten Nachwuchsbiathletinnen Sachsens und startete für den SSV Altenberg e.V. Sie besuchte in Altenberg das Internat der Eliteschule des Sportsdes Bergstadtgymnasiums „Glück Auf“ Altenberg, unter anderen gemeinsam mit Tina Bachmann. Im Alter von 19 Jahren musste sie aufgrund eines Hirntumors und den OP-Folgen den Leistungssport aufgeben. Trotz einer Hemiparese, Ataxie und Gleichgewichtsstörung rechtsseitig konnte Hansel dank einer intensiven Rehabilitation im Jahr 2011 – sieben Jahre nach der Entfernung des Tumors – in den Leistungssport zurückkehren.

### Weltmeisterin Paratriathlon 2014
Im Juni 2014 wurde sie Europameisterin im Paratriathlon und im August auch Weltmeisterin in der Klasse PT2.
Hansel wurde 2014 mit dem Felix als NRW-Sportlerin des Jahres in der Kategorie Behindertensport ausgezeichnet. 2015 wurde sie auf den zweiten Platz gewählt.
2015 und 2016 wurde sie erneut Europameisterin im Paratriathlon PT3.
In Rio de Janeiro waren 2016 die Paratriathleten erstmals Teil Paralympischer Spiele. Hansel konnte aber nicht teilnehmen, da nicht alle Schadensklassen zugelassen waren: Bei den Frauen wurden die Medaillenwettbewerbe in PT2, 4 und 5 ausgetragen.
Hansel startete für den PV-Triathlon Witten.
Im September 2017 wurde sie in Rotterdam Vierte bei der Triathlon-Weltmeisterschaft PTS3 und gewann 2018 den Weltcup in Eton (GBR). Danach verkündete sie im Juli 2018 ihren Rücktritt aus dem Leistungssport.
Ihre Laufbahn wurde im in der Dokumentation "Nora Hansel - Eine Athletin kämpft um ihr Leben" im März 2024 beschrieben.

## Sportliche Erfolge
2018 Paratriathlon
- 1. Platz Weltcup, Sprint, Eton (PTS3)
- 3. Platz ITU-Ranking (PTS3)

2017 Paratriathlon
- 4. Platz Weltmeisterschaft, Sprint, Rotterdam (PTS3)
- 2. Platz Weltcup Besançon, Sprint (PTS3)

2016 Paratriathlon
- 5. Platz Weltmeisterschaft, Sprint, Rotterdam (PT3)
- Europameisterin, Sprint, Lissabon (PT3)
- Deutsche Meisterin, Sprint, Hamburg (PT3)

2015 Paratriathlon
- 4. Platz Weltmeisterschaft, Sprint, Chicago (PT3)
- Europameisterin, Sprint, Genf (PT3)

2014 Paratriathlon
- Weltmeisterin, Sprint, Edmonton (PT2)
- Deutsche Meisterin, Sprint, Hamburg (PT2)
- Deutsche Meisterin, Super-Sprint, Viernheim (PT2)
- Europameisterin, Sprint, Kitzbühel (PT2)

2013 Paracycling
- 2. Platz Weltcup, Meran (C3)
- 3. Platz Deutsche Meisterschaft, Zeitfahren, Elzach (C3)